# Varfarina
A varfarina ou warfarina é um fármaco do grupo dos anticoagulantes. É comumente usado para prevenir coágulos sanguíneos, como trombose venosa profunda e embolia pulmonar, e para prevenir o acidente vascular cerebral em pessoas com fibrilação atrial ou valvopatia. Menos comumente, é usado após enfarte agudo do miocárdio e cirurgia ortopédica. Geralmente é tomado por via oral, mas também pode ser usado por via intravenosa.
A varfarina entrou em uso comercial em larga escala em 1948 sobre altas doses como veneno para roedores. Em 1955, sua reputação como tratamento seguro e eficaz foi reforçada após o presidente dos Estados Unidos, Dwight D. Eisenhower, receber o medicamento após sofrer um ataque cardíaco. Este evento marcou uma mudança significativa na medicina, com a popularização do uso de anticoagulantes para tratar e prevenir condições semelhantes.
Varfarina está na Lista de Medicamentos Essenciais da Organização Mundial de Saúde.

## Etimologia
O nome resulta do aportuguesamento do termo inglês warfarin, que por seu turno é fruto da aglutição de WARF, a sigla de Wisconsin Alumni Research Foundation, que é o sociónimo da entidade detentora da patente deste fármaco, com -arin, sufixo do final da palavra inglesa cumarin, que em português significa cumarina.

## Usos clínicos
- Prevenção de trombose arterial ou venosa;
- Prevenção de embolias em arritmia cardíaca, especialmente fibrilação atrial e outras patologias cardíacas, como nas valvulopatias secundárias à doença cardíaca reumática;
- Prevenção de recidivas de embolia pulmonar.

## Mecanismo de ação
Seu mecanismo de ação consiste na inibição da síntese de fatores de coagulação dependentes de vitamina K, impedindo a sua síntese por inibir a epoxi-redutase (enzima ativadora da vitamina K).
Como a meia-vida desses fatores é diferente, após a administração de varfarina observa-se uma diminuição sequencial da concentração plasmática dos mesmos na seguinte ordem: fator VII, fator IX, fator X e fator II. O fator VII é o mais rapidamente afetado e o II, o menos sensível. O grau de diminuição da atividade dos fatores plasmáticos é proporcional à dose de varfarina administrada.

## Administração
Oral, sob a forma de um sal de sódio. Demora cerca de 12 horas até se estabelecerem os seus efeitos.

## Efeitos clinicamente úteis
Reduz a capacidade de coagulação do sangue, evitando, assim, a formação de trombos.

## Efeitos adversos
- Hemorragias.
- Necrose localizada da pele.
- Raramente enfartes na mama, intestino e extremidades.
- Hemorragias no feto em grávidas. Não deve ser administrado durante a gravidez.

## Interacções com outros fármacos
As interacções são importantes e extensas. Quase todos os fármacos aumentam ou diminuem os seus efeitos.

## Estereoquímica
A varfarina contém um estereocêntrico e consiste em dois enantiômeros. Este é um racemate, ou seja, uma mistura 1: 1 de ( R ) - e o ( S ) - forma:
| Enantiómero de warfarina | Enantiómero de warfarina |
| ------------------------ | ------------------------ |
| CAS-Nummer: 5543-58-8    | CAS-Nummer: 5543-57-7    |